# Culture de la canne à sucre à La Réunion

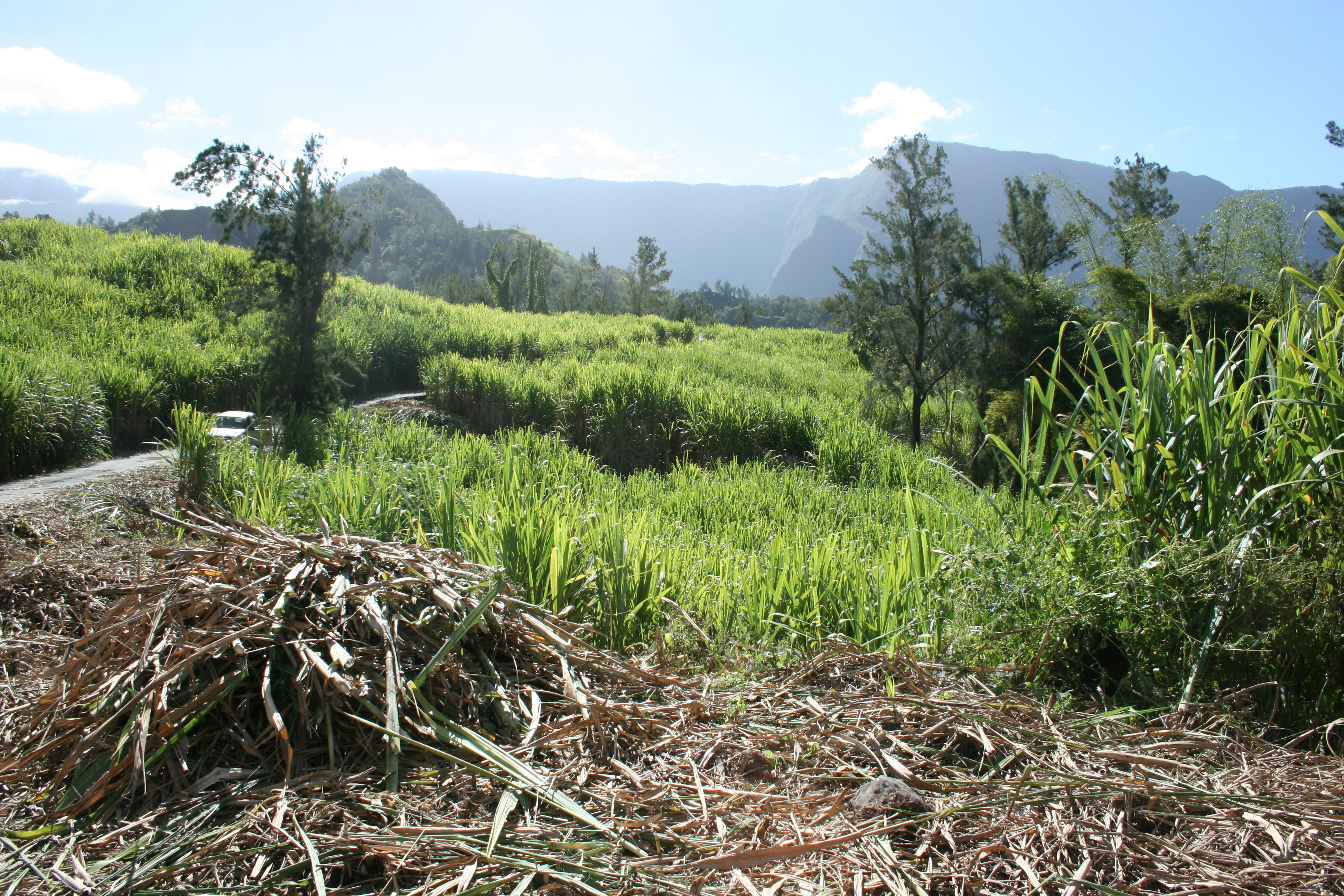
Un champ de cannes à sucre de nos jours dans le cirque naturel de Salazie.

La culture de la canne à sucre est une activité agricole traditionnelle de l'île de La Réunion, département d'outre-mer français dans l'océan Indien. En 2019, elle occupe 54 % de la surface agricole utile (SUA), soit 22 700 ha,, et fournit à l'agriculture locale et, plus généralement même, à l'économie réunionnaise, le premier produit d'exportation, le sucre de canne. Mais elle n'apporte que le tiers de la valeur ajoutée agricole à côté de l'élevage et des cultures vivrières.
Les planteurs disent souvent: "Li lé sucré et li lé bon." (La canne à sucre est sucrée et elle est bonne.).

## Histoire
En 1768, une variété de canne à sucre provenant du Tahiti fut introduite à l'archipel des Mascareignes par le comte de Bougainville sous le nom de « canne d'Otaheite » ou « canne Bourbon ».
Supplantant notamment la culture du café qui avait fait un temps la richesse de l'île, la filière canne-sucre-rhum s'est développée à compter du début du XIXe siècle, en particulier des Grandes avalasses et de la prise de La Réunion par les Britanniques. Culture spéculative, elle alimente de nombreuses usines sucrières tout autour de l'île, comme l'usine de Beaufonds ou l'usine de Grands-Bois mais sa production est très contrastée entre les zones au vent (est & nord) et sous le vent (ouest & sud).

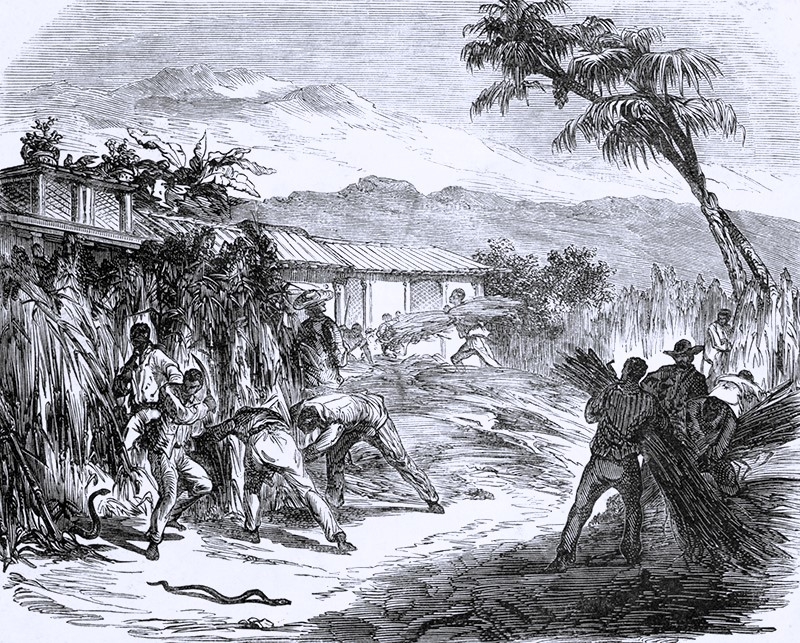
Des coupeurs de cannes à La Réunion au milieu du XIXe siècle.

Les producteurs de canne avaient recours à l'esclavage pour exploiter leurs plantations. La main d'œuvre venait surtout d'Afrique de l'Est (les « cafres »), de Madagascar, de Guinée et d'Inde. À partir de 1848, après la seconde abolition de l'esclavage par la France, les planteurs se tournent vers la filière de l'engagisme pour s'approvisionner en main d’œuvre. Ces nouveaux ouvriers, dont les conditions de travail seront à peine meilleures qu'au temps de l'esclavage, proviennent principalement d’Inde (« Malbars »), d’Afrique, de Madagascar, des Comores, de Chine, d’Australie, et d’Europe. Également, le système du colonat partiaire (métayage) est relancé pour attirer des travailleurs dans les plantations.

### Les crises successives
Elle fait face à des vagues de reculs importants, dans les années 1980 à 1995 puis à nouveau en 2004-2011, où l'on constate une perte déclarée d'environ 10 % de la surface agricole, notamment sous la pression de l'extension peu maîtrisée du tissu urbain. En 2011, il reste 24 336 ha cultivés.
La réforme européenne de l’organisation commune du marché du sucre (OCM sucre), qui a mis fin, le 30 septembre 2017, à la politique des quotas de la PAC (plafonds d'exportation OMC) et aux prix minimum garantis, pourrait menacer la filière déjà fragile en outre-mer, même si elle devrait avantager les producteurs de sucre issu de la betterave dans le bassin Parisien. En effet, la culture de la canne à sucre est très peu mécanisée à la Réunion, notamment du fait des terrains souvent trop accidentés pour laisser passer des coupeuses mécaniques - alors que la culture de la betterave est entièrement mécanisée et donc très compétitive. La récolte de la canne à la Réunion est principalement manuelle, et les prix de revient sont nettement au-dessus de ceux du marché mondial (environ 50 % au-dessus). Pour pallier ces problèmes, une "convention canne" votée en 2015 garantit des subventions jusqu'en 2021 et engage les signataires à la modernisation et au développement durable. 
La filière sucrière a déjà dû faire face régulièrement à des crises qui ont marqué son histoire. Dans les dernières décennies, les terres de canne à sucre, détenues jusqu'alors par les sociétés sucrières, ont été redistribuées à des agriculteurs à travers une réforme foncière de première importance ayant fait référence. Petit à petit, les terres à canne exploitées en direct par les sociétés ou exploitées par des colons (en bail à colonat partiaire) sont devenues propriétés pour une exploitation en faire-valoir direct ou en bail à ferme. Les exploitations issues de cette réforme ont une taille moyenne à petite, de l'ordre de 5 ha. Cette réforme, vivant désormais une nouvelle phase de redistribution des terres, régie par les lois d'orientations agricoles nationales, tend à augmenter la taille des exploitations et, par conséquent, à diminuer le nombre de planteurs, dont le nombre atteint en 2016 à peine les 3400. La concentration des exploitations a eu pour corollaire la concentration des industries. Des 13 usines encore en place à la fin de la dernière crise, il ne reste plus que deux unités, celle de Bois-Rouge dans le Nord et celle du Gol dans le Sud, toujours en quête de rentabilité, elles triturent chaque année environ 1,8 million de tonnes (1 887 244 tonnes en 2011). La filière canne-sucre-rhum exploite aussi un terminal sucrier (Eurocanne) et trois distilleries industrielles (Savanna, Rivière du Mat, et Isautier).
Dans les années 1980, la filière a été mise en danger par le ver blanc Hoplochelus marginalis, observé pour la première fois à La Réunion en 1981. Ce dernier provoque d'importantes pertes pour la production cannière durant les deux décennies suivantes jusqu'à ce qu'une solution soit trouvée pour lutter contre l'insecte. Celle-ci est élaborée à partir du champignon entomopathogène Beauveria brongniartti découvert à Madagascar par le chercheur du Cirad Bernard Vercambre en 1987 : d'abord produit de manière artisanale afin de tester son efficacité, le Betel obtient une première autorisation de vente en 1994 et ses effets bénéfiques se font ensuite sentir rapidement.

## Les coproduits
La filière canne s'appuie sur la production de sucre qui reste la principale source de valeur, mais s'ouvre de plus en plus à des valorisations des coproduits : environ 12 % de l'électricité produite dans l'île est issue de la combustion des résidus de la canne (la bagasse) représentant une énergie renouvelable se substituant à 100 000 tonnes équivalent charbon. Les mélasses sont orientées vers les rhumeries et la complémentation des fourrages animaux. Les pailles restées au champ sont désormais valorisées dans les filières animales. Les écumes et boues d'usines sont intégralement valorisées en fertilisation organique des productions agricoles locales. Et même les vinasses portent désormais un intérêt quant aux composés qui peuvent en être extraits, notamment l'acide aconitique, aux applications industrielles.
La canne à sucre est l'une des plantes les plus prometteuses pour la chimie verte qui fait l'objet de nombreux travaux du centre de recherche : le CERF.
La production de sucre de la Réunion est favorisée par les soutiens européens, au même titre que les productions agricoles de l'Europe continentale. Elle aura, pour son avenir, à conforter ces appuis pour continuer à subsister, mais devra également mettre à profit des atouts encore peu exploités. Elle génère encore plus de 15 000 emplois directs et indirects sur l'île ce qui en fait un employeur de tout premier rang.

## Anciennes habitations sucrières
- Habitation du Gol
- Domaine de Villèle (Habitation Desbassayns)
- Domaine du Chaudron
- Domaine du Grand Hazier
- Domaine de Maison Rouge

## Équipements et infrastructures
De nombreuses cheminées d'anciennes usines sucrières bénéficient d'une protection au titre des Monuments historiques.
- Usine de Bois Rouge
- Usine du Gol
- Les périmètres hydro-agricoles dont notamment l'Irrigation du Littoral Ouest.